# Бомбардировка на Герника
Бомбардировката на Герника на 26 април 1937 година е въздушна бомбардировка на градчето Герника в Страната на баските по време на Испанската гражданска война.
Тя е извършена от германския Легион „Кондор“ и италианската Легионерска авиация, воюващи под командването на испанските националисти. Тя има за цел прекъсването на комуникациите в подходите към контролирания от републиканците град Билбао, но довежда до почти пълното разрушаване на градчето, като броят на жертвите се оценява на между 170 и 300 души.
Бомбардировката на Герника намира широк отзвук по света, като броят на жертвите е силно преувеличаван, превръщайки я в пацифистки и антифашистки символ. Тя става тема на множество произведения на литературата и изкуството, най-известна сред които е картината на Пабло Пикасо „Герника“.